# (5319) Petrovskaya
(5319) Petrovskaya est un astéroïde de la ceinture principale.

## Description
(5319) Petrovskaya est un astéroïde de la ceinture principale. Il fut découvert le 15 septembre 1985 à Naoutchnyï par Nikolaï Tchernykh. Il présente une orbite caractérisée par un demi-grand axe de 2,26 UA, une excentricité de 0,15 et une inclinaison de 6,2° par rapport à l'écliptique.

## Compléments